# Білоруська різьба

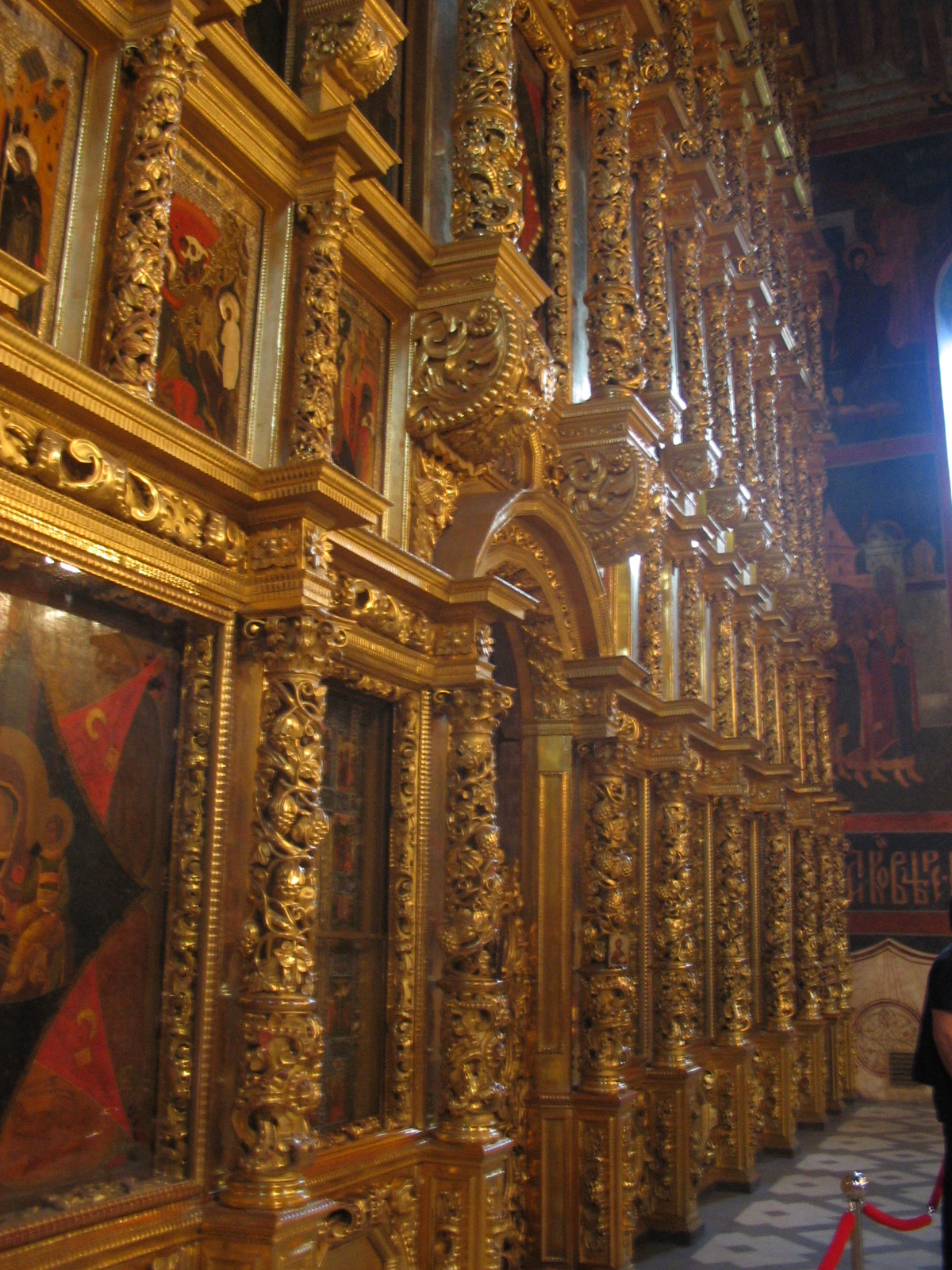
Іконстас Новодівочого монастиря у Москві, виконаний білоруськими майстрами. 1683—1685.

Білоруська різьба — напрямок у сницарстві, що склався у Білорусі у 16-17 століттях, монументально-декоративне, часто позолочене різьблення на дереві, якому властиві пишні рослинні орнаменти з зображенням грон, тварин, птахів і людей. Сформувалася під впливом стилів ренесансу і бароко. Досягнула розквіту на межі 17-18 століть і існувала до початку 19 століття.
Було відомо також під назвою «флемська різьба». Є два тлумачення походження цієї назви. За першою, вона пов'язана з візуальною подобою до полум'я. За іншою версією, вона походить від «der Flame» («фламандець») або «flamisch» («фламандський») і показує на походження цього стилю — подібна різьба практикувалася у католицьких монастирях Фландрії, звідки монахами перенесена до Польщі і Великого Князівства Литовського.
До найкращих прикладів білоруської різьби відносять іконостас Богоявленського собору і Миколаївської церкви у Могильові, Смоленського собору Новодівочого монастиря у Москві. Білоруські майстри оздоблювали різьбою храми і палаци Московії з 17 століття.